# 顶叶冷水花
顶叶冷水花（学名：Pilea approximata）为荨麻科冷水花属的植物。分布在锡金、不丹、尼泊尔以及中国大陆的西藏等地，生长于海拔2,900米至3,000米的地区，常生长在林下阴湿处岩石上及苔藓上，目前尚未由人工引种栽培。

## 异名
- Pilea approximata C. B. Clarke var. inciso-serrata C. J. Chen